# Ланговски, Лавренсе
Лавренсе Михаэль Ланговски Мендоса (исп. Lawrence Michael Langowski Mendoza, род.11 июня 1985) — американский борец, выступающий за Мексику, призёр панамериканского чемпионата.

## Биография
Родился в 1985 году в Чикаго (США); его отцом был американец польского происхождения, а матерью — мексиканка. Ещё в колледже увлёкся борьбой, во время учёбы в Северо-Западном университете (где он получил степень бакалавра по психологии) он выступал за университетскую сборную по борьбе, и получил травму, способную прекратить его спортивную карьеру, но смог восстановиться.
В 2004 году Национальный Олимпийский Комитет Мексики предложил Лавренсу Ланговски выступать на международной арене за Мексику. Он согласился, и в том же году занял 4-е место на панамериканском чемпионате по борьбе среди юниоров. В 2008 году он стал единственным мексиканским борцом на Олимпийских играх в Пекине, где занял 20-е место; в том же году стал бронзовым призёром панамериканского чемпионата.